# Deutsch-ukrainische Beziehungen
Deutsch-ukrainische Beziehungen sind die politischen, wirtschaftlichen, kulturellen und persönlichen Beziehungen zwischen Deutschland und der Ukraine und deren Bevölkerung.
Deutschland hat eine Botschaft in Kiew, ein seit 2022 nicht besetztes Generalkonsulat in Dnipro und Honorarkonsuln in Charkiw, Lwiw und Odessa. Die Ukraine besitzt eine Botschaft in Berlin und vier Generalkonsulate in Düsseldorf, Frankfurt am Main, Hamburg und München sowie ein Honorarkonsulat in Mainz.
2020 lebten etwa 145.000 Ukrainer in Deutschland und 2001 etwa 33.000 Deutsche in der Ukraine. Ende 2024 lebte aufgrund der Flucht vor dem russischen Überfall auf die Ukraine knapp 1,3 Millionen Ukrainer in Deutschland.

## Geschichte

### Mittelalter

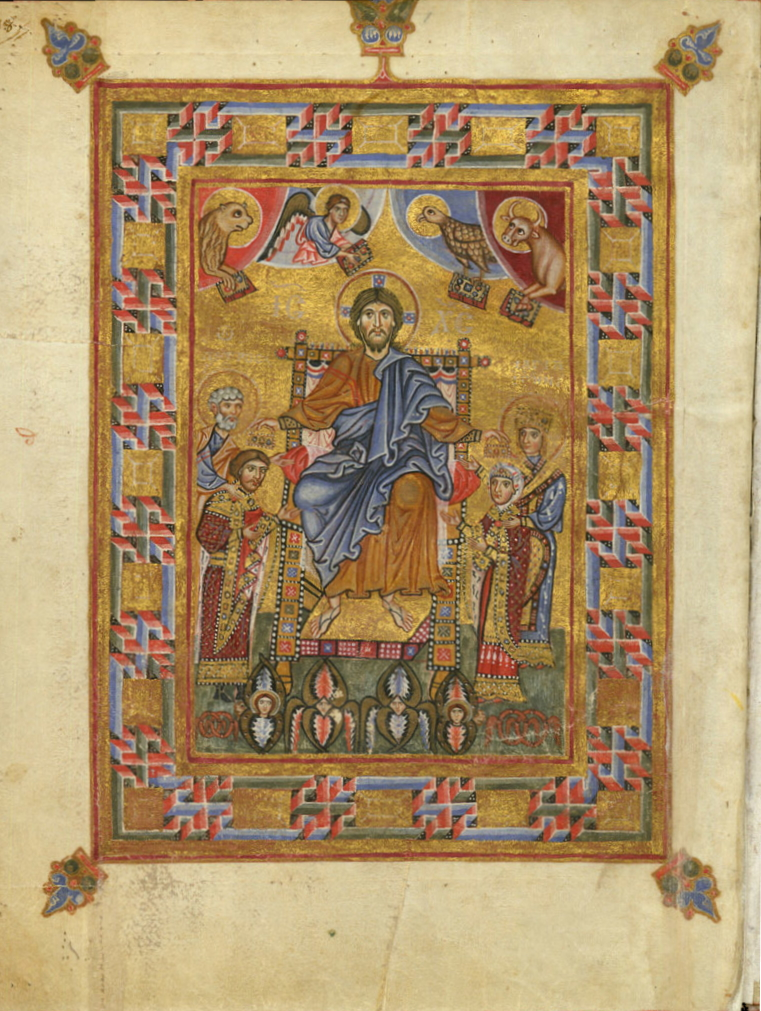
Fürst Jaropolk und Ehefrau, Egbert-Psalter

Im Jahre 959 bat Fürstin Olga von Kiew Kaiser Otto den Großen um einen Bischof für die Christianisierung der Kiewer Rus. Der gesandte Mönch Adalbert kehrte bereits 962 erfolglos nach Magdeburg zurück.
Im 11. Jahrhundert gab es Ehen zwischen Großfürst Swjatoslaw II. und Oda von Babenberg und Fürst Jaropolk mit Kunigunde von Weimar-Orlamünde. Deutsche Kaufleute wurden in Kiew, Wolodymyr und Luzk in altrussischen Chroniken erwähnt.

### 18. und 19. Jahrhundert

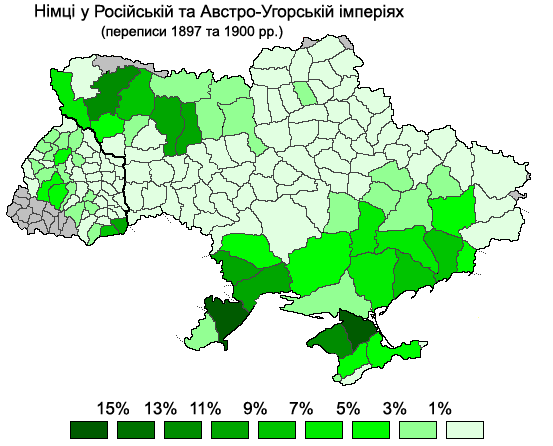
Deutsche in der Ukraine, 1897

Die russischen Kaiserinnen Elisabeth und Katharina die Große holten im 18. Jahrhundert deutsche Siedler in die ukrainischen Gebiete des Russischen Kaiserreichs.
Die österreichische Kaiserin Maria Theresia siedelte Ende des 18. Jahrhunderts Deutsche in Galizien an (Galiziendeutsche).
Im 19. Jahrhundert kamen zahlreiche deutsche Kolonisten nach Wolhynien (Wolhyniendeutsche), an das Schwarze Meer (Schwarzmeerdeutsche), nach Bessarabien und auf die Krim. Sie ließen sich meist als Bauern und Handwerker nieder. Die Kolonie Askanija-Nowa (Askania Nova) am Schwarzen Meer zählte zu den größten deutschen Siedlungen.
Auch deutsche mennonitische Glaubensflüchtlinge kamen in die Ukraine.

### Erster Weltkrieg

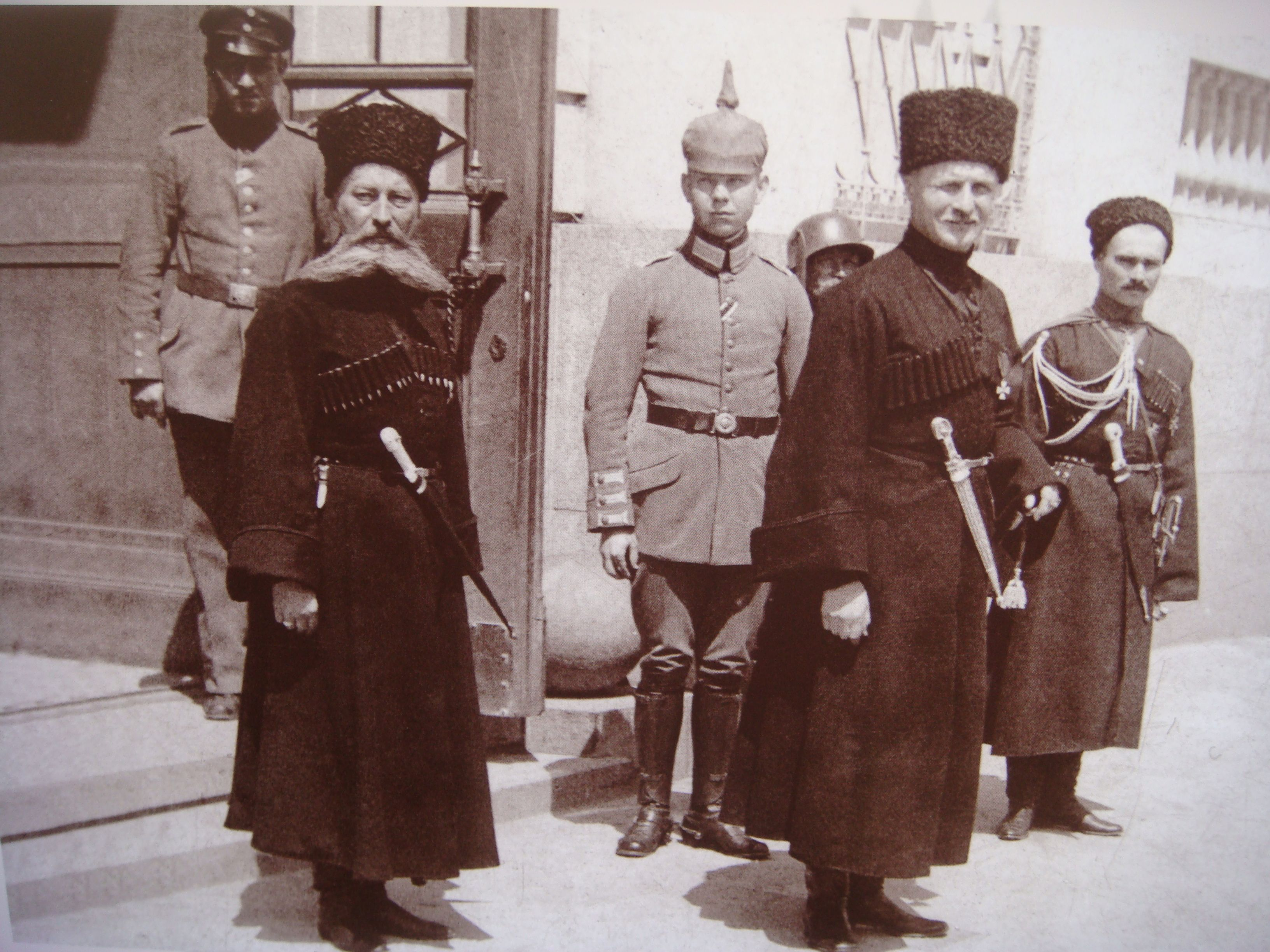
Hetman Skoropadskyj und deutsche Offiziere in Kiew, 1918

1914 wurden nach Beginn des Ersten Weltkrieges die meisten russischen Ukrainedeutschen Russlands nach Sibirien deportiert, andere emigrierten.
Im Februar 1918 besetzten deutsche Truppen einen Großteil der Ukraine nach dem Friedensvertrag von Brest-Litowsk. Von April bis Dezember 1918 errichteten sie ein Hetmanat Ukraine mit Pawlo Skoropadskyj als Hetman.

### Zweiter Weltkrieg
Seit Ende 1941 eroberte die deutsche Wehrmacht einen Großteil der Ukrainischen Sozialistischen Sowjetrepublik und errichtete das Reichskommissariat Ukraine und Distrikt Galizien. Die Organisation Ukrainischer Nationalisten und ihr militärischer Flügel, die Ukrainische Aufstandsarmee mit dem Ziel einer unabhängigen Ukraine, begrüßten anfangs die deutsche Hilfe im Kampf gegen Sowjetrussland. Später verschlechterten sich jedoch die Beziehungen und es fanden Kampfhandlungen zwischen der Wehrmacht und den ukrainischen Nationalisten statt.
In der Ukraine wurden etwa 5 bis 7 Millionen Ukrainer und ein bis zwei Millionen Juden getötet.

### DDR und Ukrainische SSR
Seit 1945 waren viele ukrainische Soldaten in der sowjetischen Armee in der Sowjetischen Besatzungszone und der DDR stationiert. Es gab jedoch kaum Kontakte zur deutschen Bevölkerung.
Zwischen der DDR und der Ukrainischen SSR gab es intensive Zusammenarbeit in wirtschaftlichen, wissenschaftlichen und kulturellen Bereichen. Es gab Städtepartnerschaften.

### Bundesrepublik Deutschland und Ukrainische SSR
In den Jahren von 1944 bis 1950 fanden viele überlebende OUN-Führer und vertriebene Ukrainer Zuflucht in der amerikanischen Besatzungszone in Deutschland.
Die Ukrainische Freie Universität verlegte 1945 ihren Sitz von Prag nach München.
Seit den 1950er Jahren sendete Radio Free Europe aus München auch in ukrainischer Sprache.
1957 wurde Lew Rebet und 1959 Stepan Bandera in München vom sowjetischen Agenten Bogdan Nikolajewitsch Staschinski ermordet (Staschinski-Fall).

### Bundesrepublik Deutschland und Ukraine

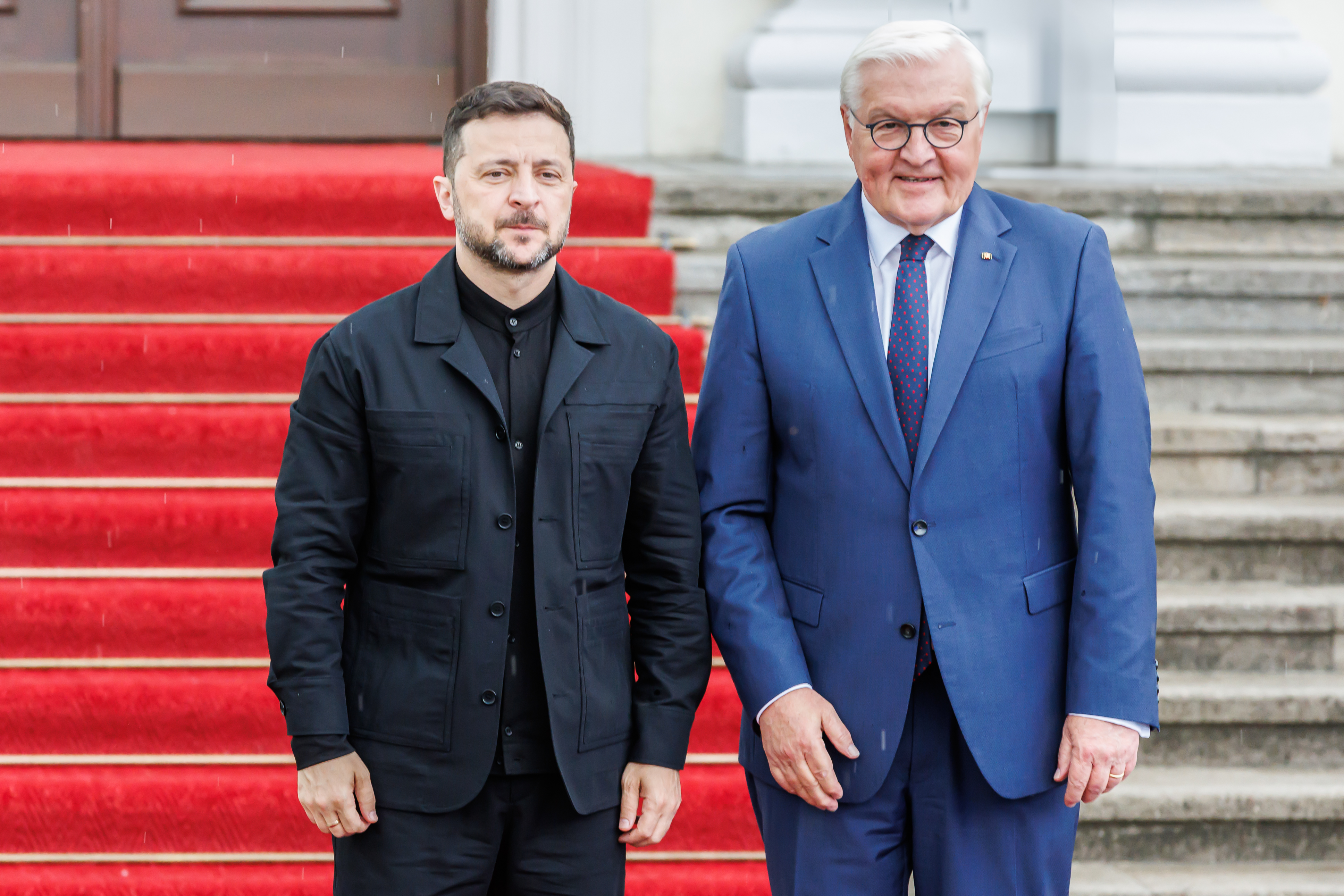
Präsident Wolodymyr Selenskyj bei seinem Besuch in Berlin, 2025

Seit 1990 siedelten die meisten Ukrainedeutschen nach Deutschland über. Seitdem leben noch etwa 40.000 Deutsche in der Ukraine, darunter in Kiew, Charkiw und Odessa.
1989 eröffnete die Bundesrepublik Deutschland das erste Generalkonsulat in Kiew, 1992 eine Botschaft.
1993 wurde ein Goethe-Institut in Kiew eröffnet, 1998 ein Büro des Deutschen Akademischen Austauschdienstes. Seitdem studierten über 4000 ukrainische Studenten in Deutschland.
Die politischen Veränderungen in der Ukraine seit 2004 wurden von der deutschen Bundesregierung und engagierten Bürgern und Organisationen unterstützt.
Die Ukraine hat eine „vorrangige Priorität“ in der Außenpolitik der Bundesrepublik Deutschland.
2022 kam es zu Spannungen in der Beziehung, als ein Besuch des deutschen Bundespräsidenten, auf Grund des Russisch-Ukrainischer Kriegs, vom Ukrainischen Präsidenten Wolodymyr Selenskyj abgelehnt wurde, welcher stattdessen nach dem Bundeskanzler Olaf Scholz verlangte.
Zwischen Februar 2022 und Dezember 2024 leistete Deutschland der Ukraine nach der russischen Invasion militärische, humanitäre und finanzielle Hilfe in Höhe von 28,3 Milliarden Euro, wenn der deutsche Anteil an den EU-Hilfen mitgezählt wird.

## Wirtschaftliche Beziehungen
In der Ukraine sind über 1000 deutsche Unternehmen tätig.
Für die Ukraine ist Deutschland der zweitwichtigste Außenhandelspartner.